# Barthélemy d'Herbelot

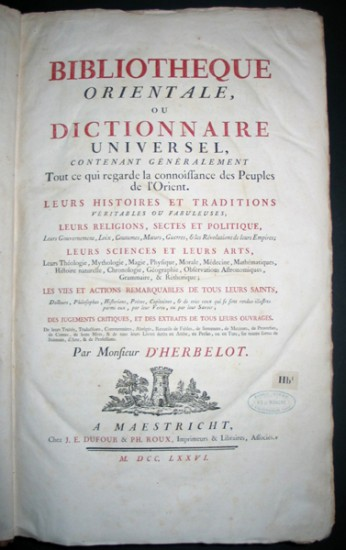
Bibliothèque orientale de Barthélemy d'Herbelot. Maastricht, 1776.

Barthélemy d'Herbelot de Molainville (Paris, 14 de dezembro de 1625 – † Paris, 8 de dezembro de 1695), foi um orientalista francês, nascido em Paris.
Foi educado em Paris em línguas orientais, o que o levou a uma viagem pela Itália para estabelecer contato com pessoas do Oriente. De volta à França conseguiu um cargo de intérprete do rei Luís XIV de França.
Viajou novamente à Itália, onde recebeu vários manuscritos orientais de Fernando II da Toscana. O Grão-Duque tentou fazer com que se radicasse na Itália a seu serviço, mas Barthélemy retornou à França, chamado por Jean-Baptiste Colbert. Em 1692 acedeu à cadeira de siríaco do Colégio de França. 
Sua grande obra é a Biblioteca Oriental (Bibliotheque orientale, ou dictionnaire universel contenant tout ce qui regarde la connoissance des peuples de l'Orient), em cuja redação esteve ocupado quase toda sua vida. A base da obra é o monumental Dicionário Árabe de Katib Çelebi (1609-1657), com a adição de outros manuscritos turcos e árabes.
A Biblioteca foi publicada postumamente em 1697 por seu assistente, Antoine Galland, mais tarde famoso como o tradutor d'As Mil e Uma Noites.